# Georgiens premiärminister
Georgiens premiärminister är den högsta ministerposten inom den georgiska regeringen, som utses av Georgiens president. Den officiella titeln på chefen över Georgiens regering har varierat genom historien, men premiärministerns roll och funktion har endast förändrats marginellt. Georgiens första premiärminister var Noe Ramisjvili, och den nuvarande är Vano Merabisjvili. Georgien har haft 45 premiärministrar sedan den första, år 1918.

## Lista över Georgiens regeringschefer (1918–)

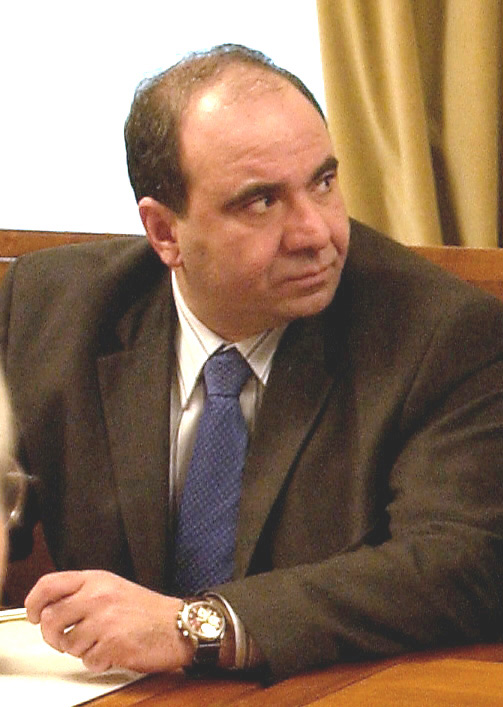
Zurab Zjvania, premiärminister fram till sin död, 2005.

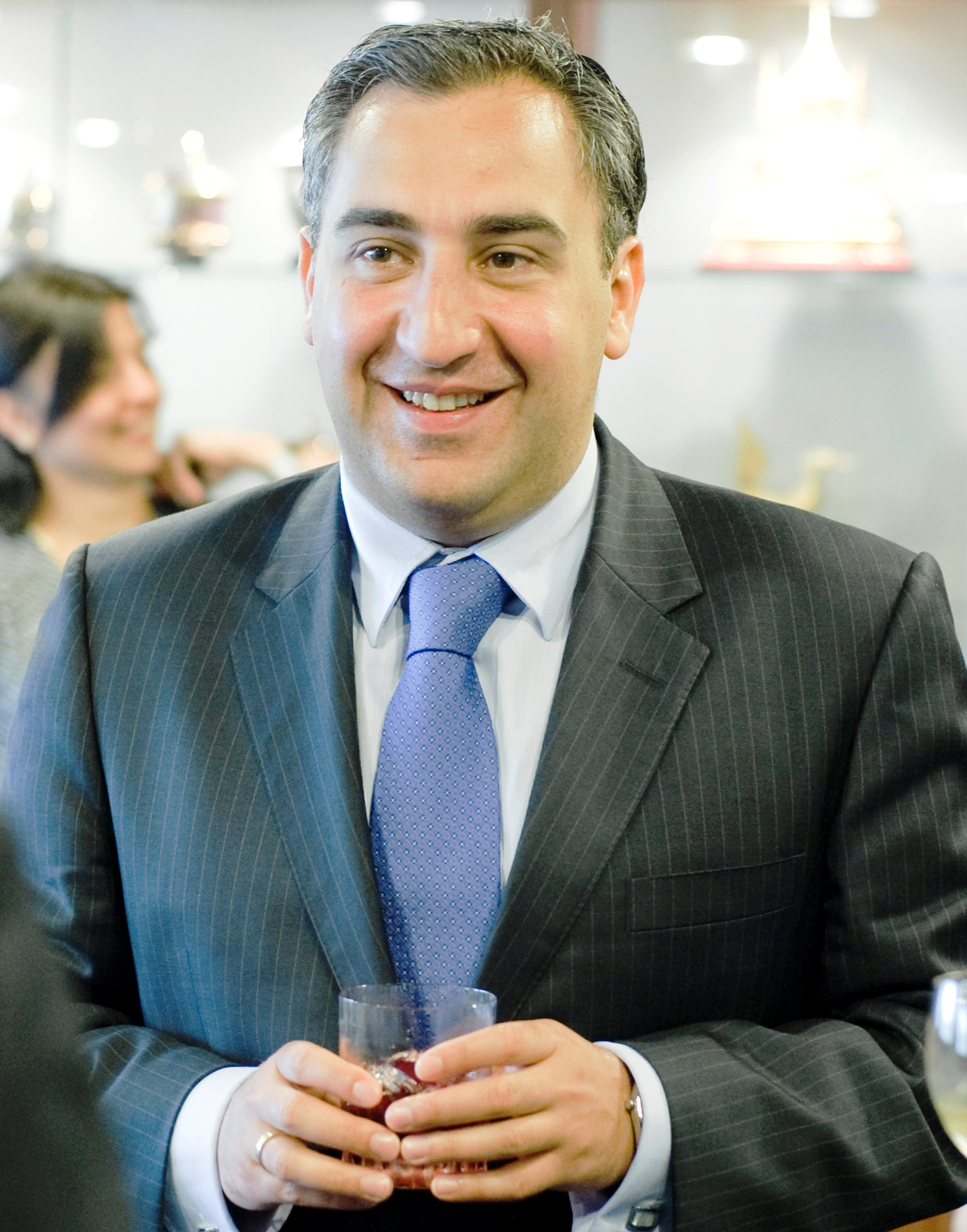
Nikoloz Gilauri, Georgiens premiärminister mellan år 2009 och 2012.

### Demokratiska republiken Georgien(1918-1921)
| Titel           | Innehavare     | Ämbetsperiod                |
| --------------- | -------------- | --------------------------- |
| Premiärminister | Noe Ramisjvili | 26 maj 1918 - 24 juni 1918  |
| Premiärminister | Noe Zjordania  | 24 juni 1918 - 18 mars 1921 |

### Transkaukasiska SFSR(1922-1936) ochGeorgiska SSR(1936-1991)
| Titel                             | Innehavare               | Ämbetsperiod                              |
| --------------------------------- | ------------------------ | ----------------------------------------- |
| Ordförande i folkkommissarierådet | Polikarp Mdivani         | 7 mars 1922 - april 1922                  |
| Ordförande i folkkommissarierådet | Sergo Kavtaradze         | april 1922 - januari 1923                 |
| Ordförande i folkkommissarierådet | Sjalva Eliava            | januari 1923 - juni 1927                  |
| Ordförande i folkkommissarierådet | Lavrenti Kartvelisjvili  | juni 1927 - 1929                          |
| Ordförande i folkkommissarierådet | Pilipe Macharadze        | juni 1929 - januari 1931                  |
| Ordförande i folkkommissarierådet | Levan Suchisjvili        | januari 1931 - 22 september 1931          |
| Ordförande i folkkommissarierådet | Germane Mgaloblisjvili   | 22 september 1931 - juni 1937             |
| Ordförande i folkkommissarierådet | Valerian Bakradze        | 9 juli 1937 - 15 april 1946               |
| Ordförande i ministerrådet        | Valerian Bakradze        | 15 april 1946 - december 1946 (första)    |
| Ordförande i ministerrådet        | Zakaria Tjchubianisjvili | december 1946 - 6 april 1952              |
| Ordförande i ministerrådet        | Zakaria Ketschoveli      | 6 april 1952 - 16 april 1953              |
| Ordförande i ministerrådet        | Valerian Bakradze        | 16 april 1953 - 20 september 1953 (andra) |
| Ordförande i ministerrådet        | Givi Dzjavachisjvili     | 21 september 1953 - 17 december 1975      |
| Ordförande i ministerrådet        | Zurab Pataridze          | 17 december 1975 - 5 juni 1982            |
| Ordförande i ministerrådet        | Dmitrij Kartvelisjvili   | 2 juli 1982 - 12 april 1986               |
| Ordförande i ministerrådet        | Otar Tjerkezia           | 12 april 1986 - 29 mars 1989              |
| Ordförande i ministerrådet        | Zurab Tjcheidze          | 29 mars 1989 - 14 april 1989              |
| Ordförande i ministerrådet        | Nodari Tjitanava         | 14 april 1989 - 15 november 1990          |
| Ordförande i ministerrådet        | Tengiz Sigua             | 15 november 1990 - 18 augusti 1991        |

### Republiken Georgien(1991-)
| Titel           | Innehavare                 | Ämbetsperiod                                       |
| --------------- | -------------------------- | -------------------------------------------------- |
| Premiärminister | Murman Omanidze            | 18 augusti 1991 - 23 augusti 1991 (tillförordnad)  |
| Premiärminister | Bessarion Gugusjvili       | 23 augusti 1991 - 6 januari 1992                   |
| Premiärminister | Tengiz Sigua               | 6 januari 1992 - 6 augusti 1993                    |
| Premiärminister | Eduard Sjevardnadze        | 6 augusti 1993 - 20 augusti 1993 (tillförordnad)   |
| Premiärminister | Otar Patsatsia             | 20 augusti 1993 - 5 oktober 1995                   |
| Statsminister   | Nikoloz Lekisjvili         | 8 december 1995 - 7 augusti 1998                   |
| Statsminister   | Vazja Lortkipanidze        | 7 augusti 1998 - 11 maj 2000                       |
| Statsminister   | Giorgi Arsenisjvili        | 11 maj 2000 - 21 december 2001                     |
| Statsminister   | Avtandil Dzjorbenadze      | 21 december 2001 - 27 november 2003                |
| Statsminister   | Zurab Zjvania              | 27 november 2003 - 17 februari 2004                |
| Premiärminister | Zurab Zjvania              | 17 februari 2004 - 3 februari 2005                 |
| Premiärminister | Giorgi Baramidze           | 3 februari 2005 - 17 februari 2005 (tillförordnad) |
| Premiärminister | Zurab Noghaideli           | 17 februari 2005 - 16 november 2007                |
| Premiärminister | Vladimer "Lado" Gurgenidze | 22 november 2007 - 1 november 2008                 |
| Premiärminister | Grigol Mgaloblisjvili      | 1 november 2008 - 6 februari 2009                  |
| Premiärminister | Nikoloz Gilauri            | 6 februari 2009 - 4 juli 2012                      |
| Premiärminister | Vano Merabisjvili          | 4 juli 2012 - 25 oktober 2012                      |
| Premiärminister | Bidzina Ivanisjvili        | 25 oktober 2012 - 20 november 2013                 |
| Premiärminister | Irakli Gharibasjvili       | 20 november 2013 - 30 december 2015                |
| Premiärminister | Giorgi Kvirikashvili       | 30 december 2015 - 20 juni 2018                    |
| Premiärminister | Mamuka Bakhtadze           | 20 juni 2018 - 2 september 2019                    |
| Premiärminister | Giorgi Gacharia            | 8 september 2019 - 18 februari 2021                |
| Premiärminister | Maia Tskitisjvili          | 18 februari 2021 - 21 februari 2021                |
| Premiärminister | Irakli Gharibasjvili       | 22 februari 2021 - 29 januari 2024                 |
| Premiärminister | Irakli Kobachidze          | 8 februari 2024 -                                  |